# Furnir
Furnir je proizvod dobiven preradom drva. Izrađuje se u obliku listova. Prema načinu dobivanja, dijeli se na rezani i ljušteni furnir. I rezani i ljušteni furniri mogu biti plemeniti (dekorativni) i slijepi (konstrukcijski). Prema položaju u trupcu furniri mogu imati teksturu blistače, polubočnice (polublistače) i bočnice.
Rezani furnir dobiva se rezanjem prethodno pripremljenih trupaca furnirskim nožem i upotrebljava se za dekorativno oblaganje drvnih ploča, dok se ljušteni dobiva ljuštenjem trupaca pomoću ljuštilica i upotrebljava se uglavnom za proizvodnju furnirskih ploča (šperploča).
Prednost izrade rezanog furnira je višestruka. Prvo, ona pruža veću financijsku korist te se uvelike povećava količina iskoristivog drva. Naime, furnirski trupac reže se list po list do vrlo tanke daske, koja se dalje koristi za proizvodnju drvnih proizvoda, a površina furnira koji se dobije od trupca višestruko je veća nego da je trupac izrezan na daske.
U Hrvatskoj najveću cijenu postižu furniri hrasta lužnjaka i kitnjaka, divlje trešnje i oraha.
Najfinije i najrjeđe drvo kao što je jasika (trepetljika) koristi se za proizvodnju furnira. 

## Vanjske poveznice
- Furnir Hrvatska tehnička enciklopedija, portal hrvatske tehničke baštine. LZMK

- Drvne ploče Hrvatska tehnička enciklopedija, portal hrvatske tehničke baštine. LZMK